# Marco Simone Golf and Country Club
Il Marco Simone Golf and Country Club (conosciuto anche come Golf Marco Simone) è un campo da golf situato nel comune di Guidonia Montecelio, nella Città metropolitana di Roma Capitale.
L'impianto sportivo si trova a 15 km dal centro della capitale e dispone di due percorsi da golf: un campo regolamentare da 18 buche e un percorso da 9 buche.
Nel 2015 ha vinto la selezione per ospitare la 44ª edizione della Ryder Cup nel 2023.

## Storia
Il golf club prende il nome dalla frazione di Marco Simone e si trova nel luogo in cui vi era un castello, costruito sui resti di una masseria fortificata di epoca romana (III secolo d.C.).
Negli anni 1970 la stilista Laura Biagiotti e il marito Gianni Cigna acquistarono il castello, all'epoca decadente, per la loro residenza.
Nel 1989 venne progettato e costruito il campo da golf.
Il golf club ha ospitato il torneo Italian Open per quattro volte volte: i vincitori furono l'argentino Eduardo Romero (1994), il danese Nicolai Højgaard (2021), lo scozzese Robert MacIntyre (2022) e il polacco Adrian Meronk (2023).  
Il 14 dicembre 2015 è stato annunciato che il golf club è stato scelto per ospitare la 44ª edizione della Ryder Cup nel 2023, battendo i concorrenti di Austria, Germania e Spagna.

## Percorso
Di seguito il percorso del Marco Simone Golf Club.
| Buca | Par | Metri |    | Buca | Par | Metri |
| ---- | --- | ----- | -- | ---- | --- | ----- |
| 1    | 4   | 407   | 10 | 4    | 416 |       |
| 2    | 4   | 435   | 11 | 4    | 302 |       |
| 3    | 4   | 414   | 12 | 5    | 507 |       |
| 4    | 3   | 169   | 13 | 3    | 133 |       |
| 5    | 4   | 344   | 14 | 4    | 453 |       |
| 6    | 4   | 350   | 15 | 4    | 437 |       |
| 7    | 3   | 200   | 16 | 4    | 322 |       |
| 8    | 4   | 460   | 17 | 3    | 188 |       |
| 9    | 5   | 537   | 18 | 5    | 572 |       |